# Хузестанский диалект арабского языка
Хузестанский (ахвазский) диалект арабского языка (араб. اللهجة الأهوازية‎, англ. Khuzestani Arabic) — одна из месопотамских разновидностей арабского языка, распространённая среди арабов Хузестана (Иран).
Остан Хузестан (Арабистан) на побережье Персидского залива, граничащий с Ираком, является основным районом проживания арабов в Иране. Количество арабов в Хузестане оценивается в 3 млн человек, которые составляют 70 % населения региона. В городах Ахваз, Хорремшехр, Абадан, Шадеган, Ховейзе и Сусенгерд арабы составляют от 65 до 95 % населения. Несмотря на это арабский язык не имеет никакого официального статуса. Единственным официальным языком является фарси, широко распространённый в качестве второго языка. По данным справочника Ethnologue, в Хузестане насчитывается 1,2 млн носителей месопотамского диалекта, к которым относится хузестанский диалект.
Начиная с 1925 года предпринимаются попытки ассимилировать арабов: были запрещены местные арабоязычные издания, школы перешли на преподавание только на персидском языке. Реза Пехлеви переименовал провинцию, до этого называвшуюся «Арабистан» (Страна арабов), в «Хузестан».
Оседлые диалекты Хузестана похожи на южномесопотамские (гилит) диалекты, в частности на диалект города Басра. Хотя политические события последних лет превратили этот район в языковой анклав, связи между арабами Хузестана и их соплеменниками из Ирака не были полностью разрушены. Естественно, что со временем в хузестанский диалект проникло множество заимствований из персидского языка, особенно в административной сфере. Хорасанский диалект, также распространённый в Иране, отличается от диалекта Хузестана и близок к диалектам Узбекистана. Лингвистом Брюсом Ингамом было написано три исследования диалекта Хузестана в 1973, 1976 и 1994 годах.